# Clarksville (New Hampshire)
Die Town of Clarksville ist nach Pittsburg die zweitnördlichste Gemeinde New Hampshires. Das U.S. Census Bureau hat bei der Volkszählung 2020 eine Einwohnerzahl von 294 ermittelt.
Es entstand aus Teilen von Ländereien, die dem Dartmouth College überschrieben worden waren. Der Name stammt von einer der ursprünglichen Besitzerfamilien.

## Geographie
Clarksville liegt in der „Great North Woods“ genannten Tourismusregion, die den nördlich der White Mountains gelegenen Teil New Hampshires umfasst, zwischen Pittsburg im Westen und Norden, den gemeindefreien Gebieten des Atkinson and Gilmanton Grant im Osten sowie Dix's Grant und Dixville im Süden und Stewartstown, ebenfalls im Süden. Im Südwesten grenzt die Gemeinde für wenige Meilen an Vermont. Dort und anschließend bis zu dem in beiden Gemeinden liegenden Lake Francis verläuft die Grenze zu Pittsburg entlang des Connecticut River.

## Geschichte
1789 war das Gebiet des heutigen Clarksville Teil von Ländereien, die der Staat New Hampshire dem Dartmouth College übereignete. Als das College Land verkaufte, erwarben zwei Absolventen das Gebiet, damit die Familie des einen, Benjamin Clark aus Boston, es zur Besiedlung nutzen konnte. 1854 (nach anderen Angaben 1853) wurden Stadtrechte verliehen. Für das Jahr 1859 werden erwähnt drei Schulen mit insgesamt 66 Schülern, ein Postamt, zwei Säge- und eine Kornmühle.

### Bevölkerungsentwicklung
| Volkszählungsergebnisse – Clarksville, New Hampshire | Volkszählungsergebnisse – Clarksville, New Hampshire | Volkszählungsergebnisse – Clarksville, New Hampshire | Volkszählungsergebnisse – Clarksville, New Hampshire | Volkszählungsergebnisse – Clarksville, New Hampshire | Volkszählungsergebnisse – Clarksville, New Hampshire | Volkszählungsergebnisse – Clarksville, New Hampshire | Volkszählungsergebnisse – Clarksville, New Hampshire | Volkszählungsergebnisse – Clarksville, New Hampshire | Volkszählungsergebnisse – Clarksville, New Hampshire | Volkszählungsergebnisse – Clarksville, New Hampshire |
| Jahr                                                 | 1830                                                 | 1840                                                 | 1850                                                 | 1860                                                 | 1870                                                 | 1880                                                 | 1890                                                 | 1900                                                 | 1910                                                 | 1920                                                 |
| ---------------------------------------------------- | ---------------------------------------------------- | ---------------------------------------------------- | ---------------------------------------------------- | ---------------------------------------------------- | ---------------------------------------------------- | ---------------------------------------------------- | ---------------------------------------------------- | ---------------------------------------------------- | ---------------------------------------------------- | ---------------------------------------------------- |
| Einwohner                                            | 88                                                   | 88                                                   | 187                                                  | 249                                                  | 269                                                  | 328                                                  | 325                                                  | 307                                                  | 271                                                  | 410                                                  |
| Jahr                                                 | 1930                                                 | 1940                                                 | 1950                                                 | 1960                                                 | 1970                                                 | 1980                                                 | 1990                                                 | 2000                                                 | 2010                                                 | 2020                                                 |
| Einwohner                                            | 251                                                  | 225                                                  | 171                                                  | 179                                                  | 166                                                  | 262                                                  | 232                                                  | 294                                                  | 265                                                  | 294                                                  |

## Infrastruktur und Gemeindeeinrichtungen
Feuerwehr und medizinische Notfallversorgung erfolgen durch Freiwillige, die Polizei ist auf Teilzeitbasis besetzt. Durch Clarksville verläuft die Staatsstraße NH 145.